# Daniel Caverzaschi
Daniel Javier Caverzaschi Arzola (* 11. Juli 1993 in Madrid) ist ein spanischer Rollstuhltennisspieler.

## Karriere
Daniel Caverzaschi wurde mit Fehlbildungen an beiden Beinen geboren, bei seinem rechten Bein fehlen Unterschenkel und Knie und er musste mehrfach am linken Bein operiert werden. Als er zwei Jahre alt war, zog die Familie aus beruflichen Gründen für acht Jahre in die USA und danach wieder zurück nach Madrid. Caverzaschi begann im Alter von zwölf Jahren mit dem Rollstuhltennis. Im Oktober 2011 erreichte er mit Platz zwei seine höchste Position in der Juniorenweltrangliste. Er stand sowohl im Einzel als auch im Doppel in den Top Ten der Weltrangliste. Bei seinen Teilnahmen bei Grand-Slam-Turnieren in Einzel und Doppel erreichte er einmal das Finale im Doppel.
Daniel Caverzaschi trat bei vier Paralympischen Spielen für Spanien an. Bei den Spielen 2012 in London erreichte er im Einzel die zweite Runde, mit seinem Doppelpartner Francesc Tur das Achtelfinale. 2016 in Rio gelang ihm im Einzel der Einzug ins 
Achtelfinale, zusammen mit Martín de la Puente kam er sogar ins Viertelfinale des Doppelwettbewerbs. Dieses Ergebnis wiederholten die beiden 2021 in Tokio. Im Einzel scheiterte er im Viertelfinale am späteren Silbermedaillengewinner Tom Egberink, der ihn auch 2024 in Paris aus dem Turnier warf, diesmal bereits im Viertelfinale. Im Doppel konnte er sich mit Martín de la Puente im Spiel um Bronze gegen die beiden Franzosen Frédéric Cattaneo und Stéphane Houdet im Match-Tie-Break durchsetzen – die Spanier gewannen damit die erste Medaille im Rollstuhltennis für ihr Land, seit der Sport 1992 paralympisch wurde.
Caverzaschi machte seinen Abschluss in Wirtschaftswissenschaften an der renommierten University of Warwick.